# 奥田圭のさんさんラジオ
『奥田圭のさんさんラジオ』（おくだけいのさんさんラジオ）は、熊本放送運営のRKKラジオで毎週月曜 - 金曜 6:40 - 9:00（日本標準時）に放送されていたラジオ番組。

## 概要・番組内容
2010年4月5日放送開始。メインパーソナリティの奥田圭は、1999年10月まで同枠（7:00 - 9:00）で放送されていたワイド番組『奥田圭のハイ!圭!朝です』を担当しており、同枠11年ぶりの復帰であった。
当初は6:45開始であったが、2017年4月の番組改編より6:40開始となる。
2023年9月11日の放送で、同月末（正式には9月29日）での番組終了が発表された。
後継番組は、当番組を大幅リニューアルした『Wakey Wakey!』。

## 出演者

### メインパーソナリティ
- 奥田圭[注釈 1]

### 曜日別アシスタント
当初は奥田ひとりでトークしており、アシスタントを置いたのは2012年4月2日から。
- 常盤よしこ[注釈 2]（月・火、元ミミーキャスター）（2013年4月1日 - ）
- すみママ（木・金 → 水・木・金）

#### 過去の曜日別アシスタント
- 藤本紗代[注釈 3]（火・水）（2012年4月3日 - 9月26日）
- 加納麻衣（月 → 月・火）（2012年4月2日 - 2013年3月26日）[注釈 4]

## タイムテーブル
- 6:40 オープニング
- 6:47 ENEOSプレゼンツ あさナビ（ニッポン放送製作）
- 7:00 くまにちけさのイチメン！
- 7:06 天気予報
- 7:15 情報宝島（ニッポン放送製作）
- 7:25 さんさんシャワー
- 7:31 ラジオショッピング
- 7:40 交通情報
- 7:44 歌のない歌謡曲（企画ネット番組） - 本番組と同時に終了
- 8:00 話題のアンテナ 日本全国8時です（TBSラジオ発、『森本毅郎・スタンバイ!』より）
- 8:15 熊日ニュース[注釈 5]
- 8:21 交通情報
- 8:25 ラジオショッピング（無い場合もある）
- 8:30 武田鉄矢・今朝の三枚おろし（文化放送製作）
- 8:39 交通情報
- 8:42  羽田美智子のいってらっしゃい（ニッポン放送製作）
- 8:50 今日のあなたの運勢
- 8:55 エンディング